# Сливарка
Слива́рка (болг. Сливарка) — село в Кирджалійській області Болгарії. Входить до складу общини Крумовград.

## Населення
За даними перепису населення 2011 року у селі проживали 334 особи, з них 332 особи (99,4%) — турки.
Розподіл населення за віком у 2011 році:
Динаміка населення: